# ジュリア・ローズ
ジュリア・ローズ（Julia Rose、1902年1月27日 - 2012年9月21日）は、アメリカのスーパーセンテナリアン。アメリカ・ワシントン州在住だった長寿の女性。

## 人物
1902年1月27日、ポルトガルのピコ島に生まれる。7人兄弟の1人であった。1922年9月25日に叔父のアントニオ・マチャドとともにアメリカに移住し、同年12月2日にカリフォルニア州で結婚する。夫は1973年に死去した。2人の間に2人の子供がいた。夫の死後は99歳まで自宅で過ごし、娘と義理の娘の隣の家に引っ越す。2002年にサンタクルスに引っ越す。103歳の時点でも一人で料理をしたり掃除をすることが可能であった。家族にも長寿の歴史があり、兄弟の一人は104歳まで、もう一人は94歳まで生きた。
2011年にワシントン州に引っ越し、2012年9月21日に死去。110歳238日没。